# أحمد نايف رشيد الدليمي
أحمد نايف رشيد الدليمي (تشرين الأول 1965 -) أكاديمي ودبلوماسي عراقي، أستاذ مساعد في علم الاجتماع السياسي، سفير في وزارة الخارجية العراقية منذ تشرين الأول سنة 2009، عيّن سفيراً للعراق لدى البحرين حتى سنة 2017، ثم سفيراً لدى مصر منذ 2019، ومندوباً دائماً للعراق لدى جامعة الدول العربية.

## مناصبه
- أستاذ جامعي/ جامعة بغداد (2002-2009).
- سفير في وزارة الخارجية من العام 2009 ولحد الآن.
- سفير جمهورية العراق لدى الجمهورية الإسلامية الموريتانية من عام 2010 ولغاية عام 2013.
- سفير جمهورية العراق لدى مملكة البحرين من عام 2013 ولغاية عام 2017.
- رئيس الدائرة القنصلية، ورئيس الدائرة العربية وكالة، ورئيس دائرة المنظمات بالوكالة لأكثر من مرة.